# Enumclaw
Enumclaw é uma cidade localizada no estado norte-americano de Washington, no Condado de King e Condado de Pierce.

## Demografia
Segundo o censo norte-americano de 2000, a sua população era de 11.116 habitantes.
Em 2006, foi estimada uma população de 10.983, um decréscimo de 133 (-1.2%).

## Geografia
De acordo com o United States Census Bureau tem uma área de 10,1 km², dos quais 10,1 km² cobertos por terra e 0,0 km² cobertos por água. Enumclaw localiza-se a aproximadamente 333 m acima do nível do mar.

## Localidades na vizinhança
O diagrama seguinte representa as localidades num raio de 16 km ao redor de Enumclaw.